# Nick de Firmian
Nicholas (Nick) Ernest de Firmian (ur. 26 lipca 1957 we Fresno) – amerykański szachista, arcymistrz od 1985 roku.

## Życiorys
W latach 1987, 1995 oraz 1998 trzykrotnie zwyciężył w mistrzostwach Stanów Zjednoczonych. Oprócz tego, w roku 2002 podzielił I miejsce, ale w dogrywce o złoty medal przegrał z Larry Christiansenem. Od roku 1980 do 2000 ośmiokrotnie reprezentował swój kraj na szachowych olimpiadach, zdobywając 7 medali (drużynowo 2 srebrne i 3 brązowe oraz indywidualnie 2 brązowe). W swoim dorobku posiada również 2 medale drużynowych mistrzostw świata: drużynowo srebrny (1997) oraz indywidualnie złoty (1989), za najlepszy wynik uzyskany na III szachownicy.
Wielokrotnie startował w rozgrywanych w Kopenhadze turniejach Politiken Cup, czterokrotnie dzieląc I miejsca, w latach 1984 (z Aleksandrem Sznapikiem), 2001 (z Michaiłem Gurewiczem, Aleksandrem Rustemowem, Peterem Heine Nielsenem i Lwem Psachisem), 2004 (z Darmenem Sadwakasowem i Leifem Erlendem Johannessenem) oraz 2007 (z Michałem Krasenkowem, Gabrielem Sargissianem, Emanuelem Bergiem i Władimirem Małachowem). Poza tym w roku 1986 zwyciężył w otwartym turnieju World Open w Filadelfii, natomiast w 1990 roku podzielił I miejsce w Reykjavíku. W 2003 zajął I miejsce w Gausdal oraz podzielił I miejsce w Sztokholmie (turniej Rilton Cup, edycja 2003/04). W 2005 zwyciężył w Taastrup oraz podzielił I-III miejsce w Miami.
Jest uznanym teoretykiem szachowym, wydał kilka książek poświęconych szachowym debiutom. W roku 1997 należał do zespołu, który przygotował bibliotekę otwarć dla Deep Blue w meczu przeciwko Garriemu Kasparowowi.
Najwyższy ranking w karierze osiągnął 1 stycznia 1999, z wynikiem 2610 punktów dzielił wówczas 60-61. na światowej liście FIDE, jednocześnie zajmując 5. miejsce wśród amerykańskich szachistów.

## Wybrane publikacje
- Modern Chess Openings: MCO-14 (1999)
- Batsford’s Modern Chess Openings (2000)
- English Attack (2004)
- Chess Fundamentals, Revised (2006)